# Leptodactylus ventrimaculatus
Leptodactylus ventrimaculatus es una especie de ránidos de la familia Leptodactylidae.

## Distribución geográfica
Se encuentra en Colombia y Ecuador.